# Локоны Шиллера

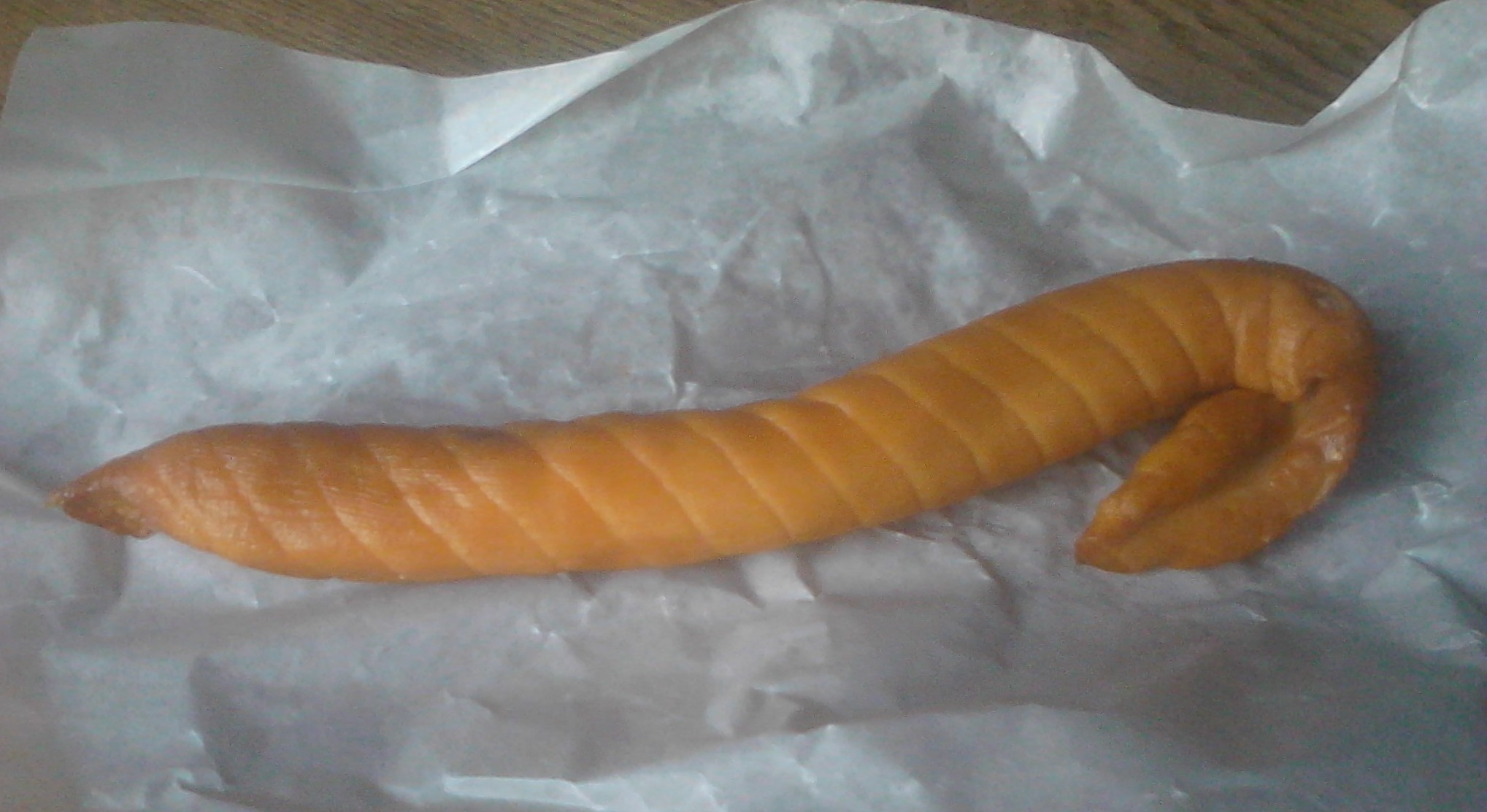
«Локон Шиллера»

«Локоны Шиллера» (ши́ллерлоккен, нем. Schillerlocken) — немецкий деликатесный рыбный продукт, очищенные от кожи копчёные брюшки катрана. При копчении рыбы тонкие кусочки рыбы длиной около 20 см скручиваются в спираль, а их кончики загибаются, напоминая по форме романтические кудри в причёске Фридриха Шиллера, широко известной по его портретам без парика. По этой же аналогии «локонами Шиллера» по-немецки называют трубочки из слоёного теста с кремом. Деликатесные копчёные спинки катранов называются в Германии «морским угрём».
Ещё несколько десятков лет назад «локоны Шиллера» входили в стандартный ассортимент рыбных лавочек на севере Германии, их часто сервировали в рыбных булочках. В настоящее время «локоны Шиллера» встречаются в продаже всё реже, поскольку вследствие масштабного вылова популяции катрана сократились, находятся под угрозой исчезновения и внесены в Красную книгу Международного союза охраны природы. В Северном море катраны уже исчезли. Европейский союз запретил вылов катранов в своих водах, и катрана в Европу импортируют из США. Мясо катрана содержит метилртуть, которая может накапливаться в человеческом организме, нанося вред почкам и нервной системе, в связи с чем ВОЗ не рекомендует потреблять мясо акул, тунца и рыбы-меча беременным женщинам, детям и подросткам.